# Колесникова, Мария Александровна
Мари́я Алекса́ндровна Коле́сникова (бел. Марыя Аляксандраўна Калеснікава; род. 24 апреля 1982, Минск) — профессиональный музыкант и белорусский политический активист, политическая заключённая. Глава штаба Виктора Бабарико на президентских выборах Белоруссии 2020 года. Представитель объединённого штаба Светланы Тихановской и член президиума Координационного совета по организации процесса преодоления политического кризиса, лидер партии «Вместе».
7 сентября 2020 года была похищена силовиками в Минске. Утром 8 сентября её насильно доставили к границе с Украиной, где пытались заставить покинуть страну. Перед пограничным контролем Колесникова порвала свой паспорт и выбралась из автомобиля, в котором её везли. После этого она вернулась на территорию Беларуси, где была немедленно арестована. На следующий день был арестован её коллега и адвокат Максим Знак.
6 сентября 2021 года Минский областной суд признал Колесникову виновной в заговоре с целью захвата власти, создании экстремистского формирования и публичных призывах к захвату власти. Дело рассматривалось в закрытом режиме, адвокаты были под подпиской о неразглашении. Колесникова получила 11 лет колонии общего режима, а Знак — 10 лет колонии усиленного режима.
Восемь стран ЕС, США, Канада и Великобритания признали Колесникову жертвой репрессий, узником совести, осудили приговор и потребовали её немедленного освобождения. После оглашения приговора лидеры этих стран ужесточили санкции против режима Лукашенко.

## Биография

### Музыкальная карьера
Мария Колесникова родилась 24 апреля 1982 года в Минске в семье инженеров. По воспоминаниям сестры Татьяны, серьёзное увлечение родителей музыкой повлияло на образование детей и дальнейший выбор профессии у Марии. Она училась в музыкальной школе, затем окончила Белорусскую государственную академию музыки по специальности флейтист и дирижёр.
С 17 лет Колесникова преподавала флейту в гимназии в Минске. Играла в оперном театре, Национальном академическом концертном оркестре Республики Беларусь под управлением Михаила Финберга, в Президентском оркестре Республики Беларусь. Активно гастролировала в Италии, Литве и Польше. В 2007 году переехала в Германию, поступив в Высшую школу музыки в Штутгарте. Колесникова прошла обучение сразу на двух факультетах — старинной и современной музыки.
В 2010-х годах вела активную концертную деятельность и организовывала международные культурные проекты в Германии и Белоруссии, например, входила в команду организаторов фестиваля новой музыки Eclat. Среди белорусских проектов: «Музыка и холокост», цикл лекций под названием «Уроки музыки для взрослых», программа для школьников «Оркестр роботов».
В 2017 году Колесникова стала участницей одной из первых конференций TEDxNiamiha в Белоруссии, вошла в число создателей творческого объединения Artemp, проводившего различные мероприятия в области современного искусства. В том же году заняла пост арт-директора культурного хаба Ok16. Этот центр был открыт на территории трёх пустующих цехов минского станкостроительного завода и стал площадкой для культурных и экономических проектов. Через Ok16 Колесникова познакомилась с банкиром Виктором Бабарико, на средства которого был организован хаб.

### Политическая активность
12 мая 2020 года Колесникова возглавила предвыборный штаб кандидата в президенты Белоруссии Виктора Бабарико, одного из главных независимых кандидатов и соперника Александра Лукашенко. После того, как Бабарико отказали в регистрации и арестовали, 16 июля 2020 года Колесникова и главы штабов других независимых кандидатов — Вероника Цепкало (супруга Валерия Цепкало) и Светлана Тихановская (супруга Сергея Тихановского) заявили об объединении. Тихановская стала главным кандидатом от всех трёх команд. Когда Лукашенко объявил о своей победе с 80,1 % голосов, оппозиция отказалась признать результаты выборов, обвинив его в массовых фальсификациях. Легитимность результатов не признали США, Канада, Великобритания, Украина и ещё восемь государств ЕС. В стране начались уличные протесты с требованием отставки Лукашенко и перевыборов, которые крайне жестоко подавляли силовики.
Колесникова подчёркивала, что не берёт на себя роль лидера протеста и не участвует в организации митингов. Идея оппозиции заключалась в том, что каждый белорус — лидер протеста, и в руках каждого была ответственность за будущее его страны. Она посещала митинги как частное лицо, через СМИ призывала граждан и представителей власти поддерживать мирный характер акций. 18 августа Колесникова вошла в основной состав «Координационного совета по организации процесса преодоления политического кризиса», а 19 августа была избрана в его президиум.
К середине августа под давлением властей Цепкало и Тихановская были вынуждены уехать из Белоруссии. Мария объясняла своё категорическое нежелание покидать страну чувством личной ответственности перед друзьями, которые продолжали оставаться в СИЗО, арестованными Виктором Бабарико и его сыном Эдуардом. 31 августа Колесникова объявила о создании политической партии «Вместе», которая смогла бы стать демократическим инструментом для борьбы за гражданские свободы.

### Задержание на границе и уголовное преследование
7 сентября СМИ опубликовали новость о том, что в центре Минска неизвестные похитили Марию Колесникову, родственники и коллеги не могут до неё дозвониться. Позднее очевидцы рассказали, что мужчины в гражданской одежде и масках силой затолкали её в микроавтобус с надписью «Связь». Утром 8 сентября появилась информация, что Колесникову пытались насильно депортировать из Белоруссии, её против воли привезли на границу с Украиной. Замминистра Внутренних дел Украины Антон Геращенко подтвердил в дальнейшем, что «это не был добровольный выезд. Это было насильственное выдворение из родной страны». Государственный пограничный комитет Республики Беларусь заявил, что в 4 утра Колесникова, Иван Кравцов и Антон Родненков прошли пограничный контроль и убыли в сторону Украины. Правительственные каналы опубликовали новости, что Колесникова была задержана при попытке выехать в Украину к сестре. По свидетельству очевидцев Кравцова и Родненкова, на границе Колесникова «порвала свой паспорт, выбросила обрывки и вылезла через окно, направившись назад к белорусской стороне», после чего снова была задержана. Узнав это, вице-председатель Бундестага Клаудиа Рот пообещала взять Колесникову под свою опеку, обеспечивая помощь через организацию Libereco.
9 сентября был арестован коллега Колесниковой по Координационному совету адвокат Максим Знак. В тот же день СМИ от отца Марии получили информацию, что она арестована и находится в минском СИЗО № 1 как подозреваемая по уголовному делу. Через адвокатов Мария обратилась в Следственный комитет с жалобой на угрозы и насилие, причинённые ей 7 и 8 числа. По словам Марии, сотрудники КГБ и ГУБОПиК «надели ей на голову мешок», угрожали убить и «всё равно вывезти, живой или по частям», а лично замглавы МВД Геннадий Казакевич говорил ей, что она будет «25 лет без зубов на зоне шить рубашки силовикам», если не уедет.
10 сентября 2020 года совместным заявлением двенадцати организаций, в том числе Правозащитного центра «Весна», Белорусской ассоциации журналистов, Белорусского Хельсинкского комитета, Белорусского ПЕН-центра, была признана политической заключённой. 11 сентября 2020 года Международная организация Amnesty International признала Колесникову узником совести.
12 сентября Колесникову из минского СИЗО перевели в жодинскую тюрьму № 8. 16 сентября Следственный комитет Белоруссии предъявил Колесниковой обвинение по ч. 3 ст. 361 УК: призывы к действиям, направленным на причинение вреда национальной безопасности, совершенные с использованием СМИ и сети интернет. 8 января 2021 года Колесникову снова перевели из Жодино в СИЗО в Минске, срок пребывания продлили до 8 марта.
За год с момента ареста Колесниковой ни разу не позволили встретиться с отцом. По словам сестры Татьяны, в месяц из СИЗО Колесникова отправляла от 150 до 170 писем, из них до адресатов доходили максимум 20, с начала апреля до середины мая 2021 не дошло ни одно. Письма, которые получала сама Мария, проходили цензуру и отбирались по принципу «чтобы не сложилось переписки», всего до неё доходило не более 5 % корреспонденции. Кроме того, в СИЗО не разрешили передать флейту, от долгого отсутствия практики уровень Колесниковой как профессионала и виртуоза рискует быть навсегда утрачен.
27 января 2021 года Колесниковой отказали в возбуждении уголовного дела по её жалобе о похищении, угрозах и насилии со стороны сотрудников КГБ и ГУБОПиК.
В мае 2021 года Марии Колесниковой было предъявлено окончательное обвинение по трём уголовным статьям: о призывах к действиям против национальной безопасности, о заговоре с целью захвата государственной власти неконституционным путем, а также о создании экстремистского формирования. Защита настаивала на отсутствии состава преступления по всем выдвинутым обвинениям. На протяжении следствия и судебного процесса подробности обвинения публично не раскрывались, адвокаты Колесниковой и Знака находились под подпиской о неразглашении. Обвиняемые не получили доступа к материалам дела и не имели возможности готовиться к судебному процессу.

### Приговор
6 сентября 2021 года был вынесен приговор Марии Колесниковой и Максиму Знаку. Колесникову приговорили к 11 годам заключения в колонии общего режима, Знака — к 10 годам в колонии усиленного режима. Обвинение настаивало на 12 годах тюрьмы каждому. Суд проходил в закрытом режиме: хотя ранее было объявлено, что заседание будет открытым, в зал пропустили только 8 человек родственников и адвокатов, иностранным дипломатам отказали под предлогом отсутствия письменного разрешения. По свидетельству защитника Колесниковой Владимира Пыльченко, в зале при этом находилось около 50 человек не знакомой обвиняемым «организованной массовки». Оглашение вердикта заняло не более пяти минут.
По словам адвокатов и родственников, Колесникова и Знак отказываются подписывать прошения о помиловании, так как уверены в своей невиновности и планируют подать апелляцию.
Колесникова рассказала в интервью, что за время пребывания в СИЗО ей неоднократно предлагали сотрудничать со следствием, написать прошение о помиловании или выступить в «фильме, как Роман Протасевич» (бывший главный редактор телеграм-канала «NEXTA», ради ареста которого власти Белоруссии посадили самолёт компании Ryanair по ложному сообщению о минировании, после чего под давлением заставили на видео признать вину в координации протестов).
В первом интервью после оглашения приговора Колесникова рассказала, что в тюрьме «курят все и везде» и постоянное воздействие дыма не позволит ей вернуться к профессии флейтиста. Тем не менее, Мария сказала, что не жалеет о своём решении остаться в стране и верит, что протесты 2020 года стали началом пути к позитивным переменам в стране.
24 декабря 2021 года Верховный суд Белоруссии оставил приговор Колесниковой и Знаку без изменений.
22 ноября 2022 года стало известно, что Марию Колесникову поместили в ШИЗО. 28 ноября её госпитализировали с диагнозом «прободная язва» и экстренно прооперировали, затем перевели в реанимацию. Как утверждает сестра Колесниковой, у Марии до тюрьмы не было проблем с ЖКТ. Условия, в которых она содержалась, могли спровоцировать заболевание — например, несмотря на обмороки и повышенное давление, ей продлили срок в ШИЗО на 10 дней. По состоянию на 6 марта 2023 года, Колесникову перевели обратно в колонию.
В последний раз Мария Колесникова звонила родным в ноябре 2022 года, 5 декабря 2022 года её отец увиделся с ней в медчасти колонии. Последнее письмо, которое родственники получили от Марии, датировано 12 февраля 2023 года. В ноябре 2024 года состоялась встреча с отцом в медчасти Гомельской колонии № 4.

## Реакция
Арест Колесниковой привлёк внимание ведущих мировых СМИ. По оценке многочисленных правозащитников, журналистов и международного сообщества, дело против Колесниковой велось в закрытом режиме из-за необоснованности и сфабрикованных обвинений, не выдерживающих критики.
9 сентября 2020 года шефство над политзаключённой взяла Клаудиа Рот. 11 сентября 2020 года сто деятелей культуры Германии в открытом письме попросили канцлера Ангелу Меркель оказать поддержку и сделать всё возможное для освобождения Колесниковой. 19 ноября 2020 года посол США в ОБСЕ Джим Гилмор выступил с заявлением с призывом к немедленному освобождению Колесниковой в качестве «важного шага к национальному диалогу».
21 июня 2021 года ГУБОПиК было внесено в список специально обозначенных граждан и заблокированных лиц США, в том числе и за похищение Колесниковой.
Приговор Колесниковой был однозначно оценен как репрессивный. С осуждением приговора и призывом к ужесточению санкций против режима Лукашенко выступили депутаты Бундестага, МИД ФРГ, Госдеп США и многие другие представители международного сообщества. Представитель Евросоюза Петер Стано назвал приговор «вопиющим неуважением к правам и основным свободам человека», потребовав немедленного освобождения Колесниковой.

## Признание

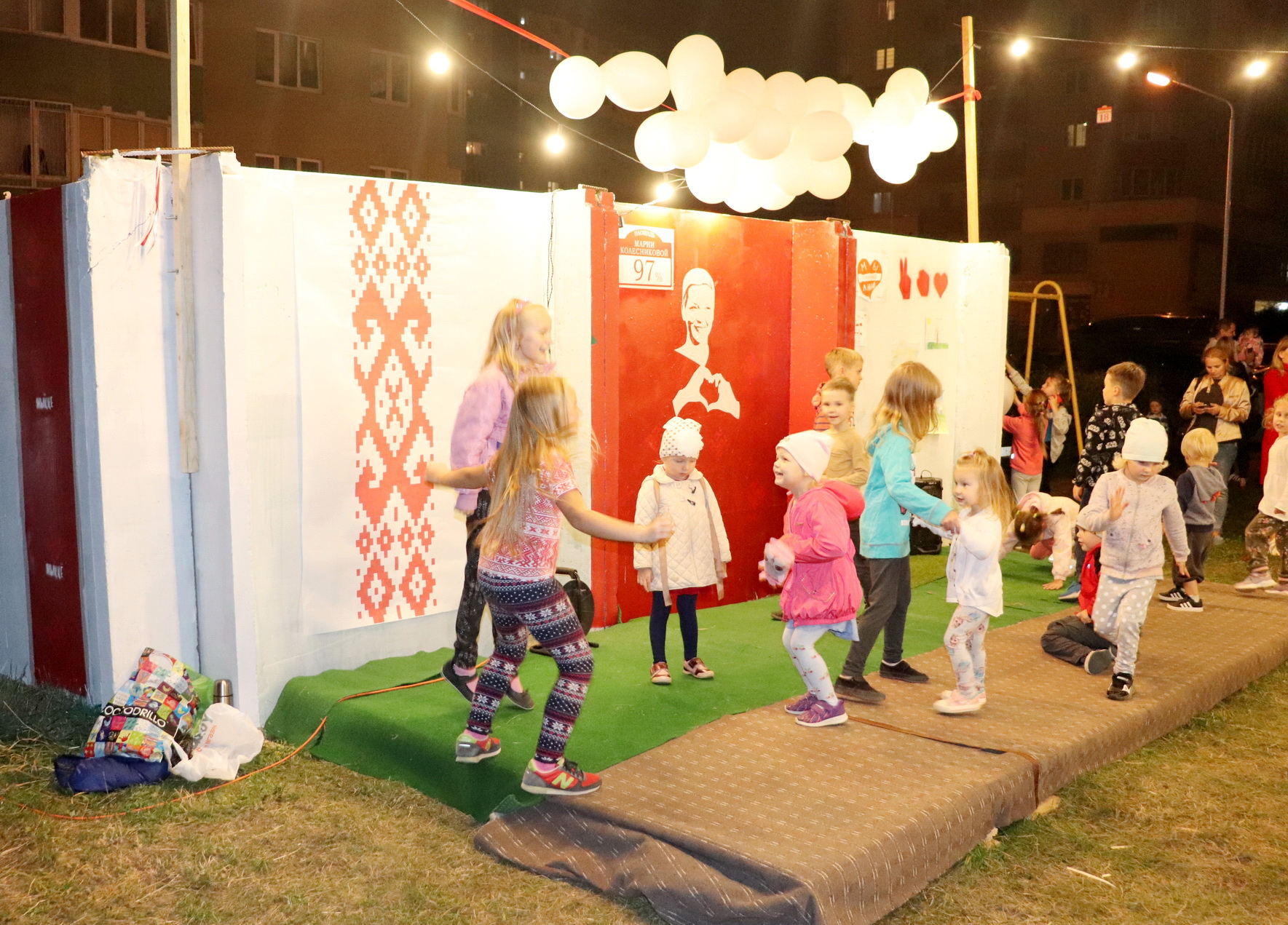
«Площадь Марии Колесниковой» в Минске

12 сентября 2020 в Минске появилась «площадь Марии Колесниковой» с одноимённым муралом. «Площадь» обустроили горожане в одном из дворов по улице Колесникова. Стену украсили портретом Колесниковой, которая на тот момент находилась в СИЗО. На стене повесили табличку с названием в честь Марии, топоним нанесли на Google-карты. Площадь Колесниковой стала местом соседских встреч и проведением концертов с участием белорусских музыкантов, а на стене с её портретом была устроена выставка детских рисунков.

### Награды
- Премия имени Сахарова (в числе десяти представителей белорусской оппозиции), октябрь 2020[113].
- Премия в области прав человека фонда имени Герхарта Баума, декабрь 2020 года[114].
- Международная женская премия за отвагу, март 2021 года[115].
- Премия имени Льва Копелева за мир и права человека, апрель 2021 года[116].
- Штутгартская премия мира за «мужественную борьбу с автократическим режимом Александра Лукашенко и за правозащитную деятельность», апрель 2021 года[117].
- Премия имени Мартина Лютера «Бесстрашное слово», июль 2021 года[118]
- Премия имени Фритца Цзоклича[пол.], июль 2021 года[119]
- Премия имени Вацлава Гавела, сентябрь 2021 года[98]

## Семья
Отец Александр Павлович Колесников служил на подводной лодке, преподавал в Авиационном колледже, занимался бизнесом. Мать Марии была инженером, скончалась в 2019 году.